# Joan Ametller Portella
Joan Ametller Portella   (Banyoles, 7 de gener de 1908 - Los Teques, 1973) fou un mestre banyolí que s'instal·là a Veneçuela on va dirigir i fundar diverses escoles.

## Biografia
En Joan va néixer el 7 de gener de 1908, al carrer de les Rotes 31 de Banyoles i era el cinquè fill del matrimoni format per Josep Ametller Guday, del Mas Fam, i Teresa Portella Bosch, de Serinyà. De jove va a l'escola de la vila, amb els professors a Francesc Estartús Prat, Mateo Coll Juncà i Maurici Gelabert Feliu. A l'edat de 14 anys, per intercessió del que fora president de la Casa Missió de Banyoles, mossèn Francesc Sala Plana, va anar a estudiar a l'Escola Normal de Premià de Mar.
Acabats els seus estudis, l'any 1926 va marxar cap a Marsella, on va embarcar amb destí a la ciutat veneçolana de Caracas, on el 31 de maig de 1941 es va casar amb Noemi Mattey.
En contraure núpcies, tenen una filla, Noemi De Los Angeles Ametller Mattey, nascuda l'1 d'octubre de 1945.
En un primer moment, en Joan va entrar de professor al Col·legi dels Germans de La Salle de Caracas, passant després a impartir classes de filosofia i lletres a l'escola militar d'aquesta mateixa ciutat. A la capital veneçolana va ser el propietari dels col·legis «Cecilio Acosta», primer, i més tard del «Doctor José Nuñez Ponte». Així mateix va treballar al col·legi Lasalle de Barquisimeto fins que es va traslladar a viure a l'estat de Miranda, on des de l'any 1959 va començar a participar en la revista Alerta que es publicava a Cúa, i que a partir del 1961 quan se'n va fer càrrec, va canviar el seu nom per Alerta! Mirangino.
Va morir a Los Teques, capital de l'estat de Miranda l'any 1973.